# Erox Martini
Erox Martini (Palermo, 1965. július 18. –) énekes.

## Élete
Erox Martini 1965. július 18-án született a szicíliai Palermóban. 20 éve érkezett Magyarországra.[forrás?]
Első kapcsolata a zenével meglehetősen romantikus. 13 évesen szülei új házba költöztek. Az egyik szoba előtt egy régi pianínó hevert. A gyermek Eroxot teljesen elvarázsolta a hangszer, olyannyira, hogy ez a varázslat a mai napig nem szűnt meg.[forrás?]
Néhány év zenei tanulmány után egy bárban helyezkedett el mint énekes-zongorista.[forrás?]
Édesapja szeretete és támogatása jelentősen befolyásolta zenei pályáját.[forrás?]
1990-ben ismerkedett meg azzal a hölggyel, akinek köszönhetően Magyarországra költözött. Házasságuk rövid életű volt.[forrás?]
1996-tól Budapest számos szórakozóhelyén – mint pl. Hotel Astoria, Lido, Maxim, Moulin Rouge stb. – fellépett mint szólista.[forrás?]
1998-ban a TV2 Kifutó című műsorában elénekelte Eros Ramazotti L'Aurora című dalát. Óriási sikert aratott vele, országos hírnevet szerzett magának.[forrás?]
Eddigi munkássága több mint 5000 fellépést, 13 albumot (amelyből néhány arany és platina) foglal magába.[forrás?]

## Albumok
- Szerelem óceán (1998)
- Kell, hogy várj (1999)
- Szerelem színei (2000)
- Szomorú vasárnap (2001)
- Bajnokok vagyunk (2001)
- Szicíliai szív (2002)
- Best of (2002)
- L'amore (2003)
- Majd rátalálsz (2004)
- Nem jön vissza már (2005)
- Véget ér (2006)
- La notte (2007)
- Per te ci saro (2009)